# Figenau
Figenau (Figenaw) – polski herb szlachecki z nobilitacji.

## Opis herbu
W słup, w polu prawym srebrnym - połu ukoronowanego orła czarnego z mieczem w prawicy. 
W polu lewym czarnym - połukotwica srebrna. 
Klejnot: między dwoma skrzydłami orlimi, prawym srebrnym a lewym czarnym - ręka zbrojna z mieczem.
Labry: Czarne, podbite srebrem.

## Najwcześniejsze wzmianki
Nadany 18 marca 1569 Michałowi Figenawowi, admirałowi floty polskiej.

## Herbowni
Figenau - Figenow.